# کشار بالا (سولقان)
کشار بالا روستایی از توابع بخش کن شهرستان تهران در استان تهران ایران است.

## جمعیت
این روستا در دهستان سولقان قرار دارد و براساس سرشماری مرکز آمار ایران در سال ۱۳۸۵، جمعیت آن ۵۴۱ نفر (۱۲۷خانوار) بوده‌است.

## زبان
مردم روستای کشار بالا به زبان تاتی صحبت می‌کنند.